# Xanthostemon chrysanthus
Xanthostemon chrysanthus är en myrtenväxtart som först beskrevs av Ferdinand von Mueller, och fick sitt nu gällande namn av George Bentham. Xanthostemon chrysanthus ingår i släktet Xanthostemon och familjen myrtenväxter. Inga underarter finns listade i Catalogue of Life.

## Bildgalleri

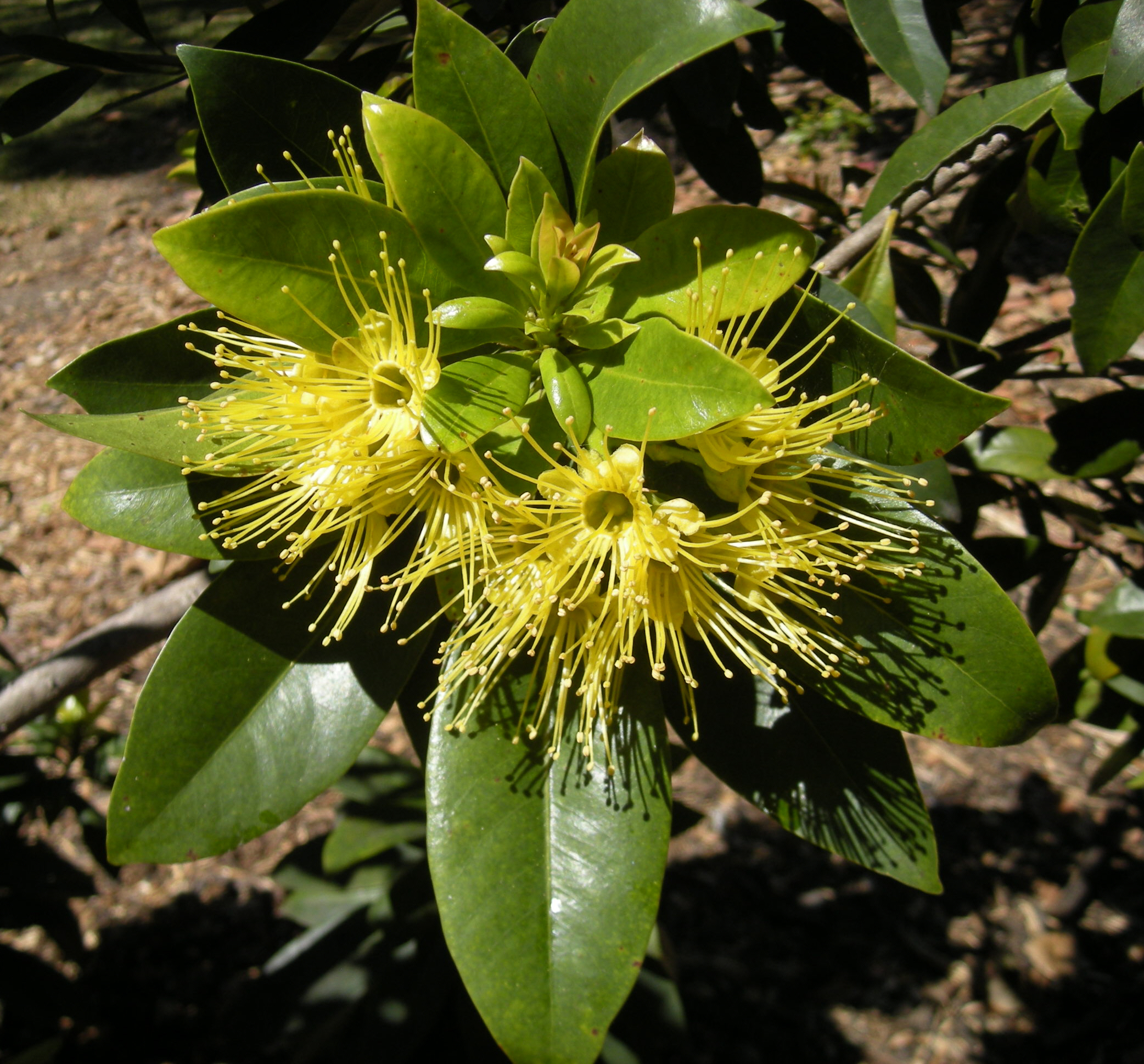